# Norte Chico do Chile

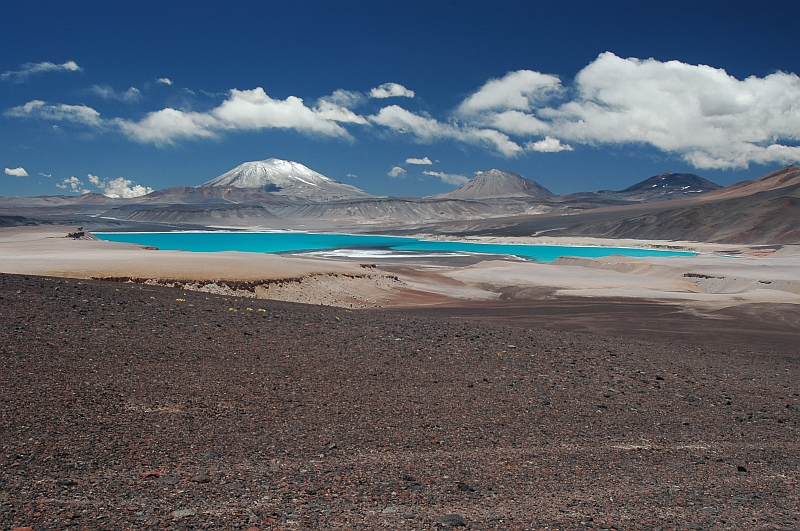
Nevado de Incahuasi

O Norte Chico é uma das cinco regiões naturais pelas quais a CORFO dividiu o Chile em 1950.  De acordo com esta classificação seus limites são o Rio Copiapó ao norte e o Rio Aconcagua ao sul. Limita-se ao norte com o Norte Grande, ao leste com a Argentina, e ao sul com a Zona Central do Chile. Está formada pela parte sul da Região de Atacama, a Região de Coquimbo, e pela zona ao norte do rio Aconcagua na Região de Valparaíso. Seus principais núcleos urbanos são a conurbação La Serena-Coquimbo e Copiapó.